# Spilosoma unipuncta
Spilosoma unipuncta is een vlinder uit de familie spinneruilen (Erebidae), onderfamilie beervlinders (Arctiinae). De wetenschappelijke naam van de soort is voor het eerst geldig gepubliceerd in 1905 door Hampson.
Deze nachtvlinder komt voor in tropisch Afrika.